# هاميلتون فيش الثاني (سياسي)
هاميلتون فيش الثاني هو ضابط ومحامي وسياسي أمريكي، ولد في 17 أبريل 1849 في ألباني في الولايات المتحدة، وتوفي في 15 يناير 1936 في أيكن في الولايات المتحدة. نشط حزبياً في الحزب الجمهوري. وقد انتخب عضو جمعية ولاية نيويورك ‏ وانتخب عضو مجلس النواب الأمريكي ‏.